# XXXII Esposizione internazionale d'arte di Venezia
La 32ª Biennale Internazionale d'Arte di Venezia ebbe luogo dal 20 giugno al 18 ottobre 1964.

## Leone d'oro
Quell'anno il Gran Premio alla pittura andò a Robert Rauschenberg.

## Artisti partecipanti
- Carla Accardi
- Enrico Baj
- Jenő Barcsay
- Miguel Berrocal
- Roger Bissière
- Herbert Boeckl
- Andrea Cascella
- Felice Casorati
- Giuseppe De Gregorio
- Gruppo N
- Joseph Fassbender
- Julio González
- Roger Hilton
- Alfred Hrdlicka
- Jean Ipousteguy
- Joe Tilson
- Gwyther Irwin
- Jasper Johns
- Zoltan Kemeny
- Norbert Kricke
- Lucebert
- Bernhard Luginbühl
- Giacomo Manzù
- Bernard Meadows
- Mario Nigro
- Arnaldo Pomodoro
- Robert Rauschenberg
- Mimmo Rotella
- Hannah Ryggen
- Branko Ruzic
- Angelo Savelli
- Germano Sartelli
- Zofia Wozna
- Franco Angeli
- Mario Schifano
- Tano Festa
- Mustafà Yehya
- Dino Basaldella
- Ettore Colla
- Giovanni Paganin